# Callum Brittain
Callum James Brittain (ur. 12 marca 1998 w Bedford) – angielski piłkarz występujący na pozycji prawego obrońcy w Blackburn Rovers.

## Kariera klubowa

### MK Dons
Brittain dołączył do akademii Milton Keynes Dons w 2006, w wieku 8 lat. W kwietniu 2016 podpisał swój pierwszy profesjonalny kontrakt z klubem.
2 maja 2016 Brittain dołączył do Þróttur Reykjavík grającego w islandzkiej Besta-deild karla na zasadzie wypożyczenia trwającego do 18 lipca 2016.
Brittain zaliczył ligowy debiut dla MK Dons 28 stycznia 2017 jako zmiennik w wygranym 4:0 meczu przeciwko Peterborough United. Pierwszą ligową bramkę zdobył 2 września 2017, w meczu przeciwko Oxford United zakończonym remisem 1:1. Pierwszy gol, sześć występów w podstawowej jedenastce oraz powołanie Brittaina do reprezentacji Anglii U-20 poskutkowało przyznaniem mu nagrody Młodzieżowca Miesiąca EFL za wrzesień 2017. Pod koniec sezonu 2017/18 został też nagrodzony tytułem Młodzieżowca Roku Milton Keynes Dons.
30 czerwca 2020 Brittain został wolnym zawodnikiem po wygaśnięciu jego kontraktu z MK Dons. Dwa miesiące później, 25 sierpnia, został ponownie zawodnikiem klubu z Milton Keynes.

### Barnsley
10 października 2020 Brittain przeszedł do Barnsley grającego ówcześnie w Championship za nieujawnioną kwotę, podpisując 3–letni kontrakt. W klubie zadebiutował 21 października w meczu przeciwko Stoke City zakończonym remisem 2:2.
Debiutancki sezon Brittaina na Oakwell Barnsley zakończyło na 5. miejscu w tabeli, przegrywając później w półfinale baraży o awans do Premier League przeciwko Swansea City (1:2 po dwumeczu).

### Blackburn Rovers
Po spadku Barnsley do League One w sezonie 2021/22, Brittain opuścił klub, zostając zawodnikiem Blackburn Rovers. Do zespołu z Lancashireprzeszedł 21 lipca 2022, podpisując z nim 4–letni kontrakt. Zadebiutował 30 lipca, w ligowym zwycięstwie 1:0 z Queens Park Rangers.
Obrońca szybko stał się podstawowym zawodnikiem drużyny Rovers, zaliczając na przestrzeni następnych trzech sezonów 104 występy w Championship. Jeden z jego najlepszych meczów w klubie rozegrał 15 stycznia 2025 przeciwko Portsmouth, asystując przy golu Makhtara Gueye i samemu zdobywając drugą z trzech bramek drużyny Blackburn, za co otrzymał nagrodę Zawodnika Meczu.

## Kariera reprezentacyjna
28 września 2017 Brittain został po raz pierwszy powołany do reprezentacji Anglii U-20. Swój debiut zaliczył w wyjazdowym meczu przeciwko Włochom zakończonym wygraną 5:1. 15 marca 2018 został powołany ponownie, tym razem na spotkania z Polską i Portugalią.

## Statystyki
(aktualne na dzień 8 maja 2025)
| Klub                     | Sezon              | Liga               | Liga  | Liga | Puchar Kraju | Puchar Kraju | Puchar Ligi | Puchar Ligi | Inne  | Inne | Suma  | Suma |
| Klub                     | Sezon              | Dywizja            | Mecze | Gole | Mecze        | Gole         | Mecze       | Gole        | Mecze | Gole | Mecze | Gole |
| ------------------------ | ------------------ | ------------------ | ----- | ---- | ------------ | ------------ | ----------- | ----------- | ----- | ---- | ----- | ---- |
| Milton Keynes Dons       | 2016/17            | League One         | 6     | 0    | 1            | 0            | 0           | 0           | 1     | 0    | 8     | 0    |
| Milton Keynes Dons       | 2017/18            | League One         | 29    | 2    | 2            | 0            | 2           | 0           | 0     | 0    | 33    | 2    |
| Milton Keynes Dons       | 2018/19            | League Two         | 32    | 1    | 1            | 0            | 1           | 0           | 3     | 0    | 37    | 1    |
| Milton Keynes Dons       | 2019/20            | League One         | 31    | 1    | 1            | 0            | 3           | 1           | 2     | 0    | 37    | 2    |
| Milton Keynes Dons       | 2020/21            | League One         | 4     | 0    | 0            | 0            | 1           | 0           | 2     | 0    | 7     | 0    |
| Milton Keynes Dons       | Ogólnie            | Ogólnie            | 102   | 4    | 5            | 0            | 7           | 1           | 8     | 0    | 122   | 5    |
| Þróttur Reykjavík (wyp.) | 2016               | Besta-deild karla  | 6     | 0    | 3            | 0            | —           | —           | —     | —    | 9     | 0    |
| Barnsley                 | 2020/21            | Championship       | 40    | 0    | 3            | 0            | 0           | 0           | 2     | 0    | 45    | 0    |
| Barnsley                 | 2021/22            | Championship       | 36    | 0    | 1            | 0            | 0           | 0           | —     | —    | 37    | 0    |
| Barnsley                 | Ogólnie            | Ogólnie            | 76    | 0    | 4            | 0            | 0           | 0           | 2     | 0    | 82    | 0    |
| Blackburn Rovers         | 2022/23            | Championship       | 27    | 0    | 2            | 0            | 0           | 0           | 0     | 0    | 29    | 0    |
| Blackburn Rovers         | 2023/24            | Championship       | 44    | 1    | 2            | 0            | 3           | 0           | 0     | 0    | 49    | 1    |
| Blackburn Rovers         | 2024/25            | Championship       | 33    | 2    | 1            | 0            | 1           | 0           | 0     | 0    | 32    | 2    |
| Blackburn Rovers         | Ogólnie            | Ogólnie            | 104   | 3    | 5            | 0            | 4           | 0           | 0     | 0    | 113   | 3    |
| Ogólnie w karierze       | Ogólnie w karierze | Ogólnie w karierze | 288   | 7    | 17           | 0            | 11          | 1           | 10    | 0    | 326   | 8    |

1. ↑  Występy w Pucharze Anglii i Pucharze Islandii
2. 1 2  Występy w EFL Trophy
3. ↑  Występy w barażach o awans do Premier League